# Gesonia irrorata
Gesonia irrorata là một loài bướm đêm trong họ Noctuidae.